# Carlos Peña (meksykański piłkarz)
Carlos Alberto „Gullit” Peña Rodríguez (ur. 29 marca 1990 w Ciudad Victoria) – meksykański piłkarz występujący na pozycji środkowego lub ofensywnego pomocnika, zawodnik syryjskiego klubu Hutteen SC. W latach 2012–2016 reprezentant Meksyku.

## Życiorys

### Kariera klubowa
Peña pochodzi z miasta Ciudad Victoria w stanie Tamaulipas. Początkowo równolegle do piłki nożnej trenował boks, jednak jako trzynastolatek został zauważony przez pracującego dla klubu CF Pachuca skauta Ángela „Cocę” Gonzáleza (odkrywcę talentu między innymi Cuauhtémoca Blanco). Wówczas zdecydował się skoncentrować na futbolu i przeniósł się do akademii juniorskiej Pachuki. Przez kolejne kilka lat występował w trzecioligowych rezerwach zespołu – Pachuca Juniors i Universidad del Fútbol, zaś w wieku dwudziestu lat został włączony do pierwszej drużyny przez argentyńskiego szkoleniowca Guillermo Rivarolę. W meksykańskiej Primera División zadebiutował 15 kwietnia 2010 na stadionie Estadio Azul (Meksyk) w zremisowanym 2:2 spotkaniu z Cruz Azul, zaś premierowego gola w najwyższej klasie rozgrywkowej strzelił 17 października tego samego roku na stadionie Estadio Hidalgo (Pachuca) w zremisowanej 1:1 konfrontacji z Morelią. W tym samym roku wziął udział w Klubowych Mistrzostwach Świata, gdzie zajął z Pachucą piąte miejsce. Podczas swojego pobytu w tym klubie nie zdołał sobie jednak wywalczyć na stałe miejsca w wyjściowym składzie.
Latem 2011 Peña został zawodnikiem drugoligowego Club León na mocy współpracy pomiędzy obydwoma zespołami (posiadającymi wspólnego właściciela – Grupo Pachuca). Tam przez pierwsze sześć miesięcy był głównie rezerwowym, lecz później został kluczowym zawodnikiem drużyny. W wiosennym sezonie Clausura 2012 wygrał z nią rozgrywki Liga de Ascenso, co na koniec rozgrywek 2011/2012 zaowocowało awansem Leónu do najwyższej klasy rozgrywkowej. Tam zawodnik dołączył do grona czołowych pomocników ligi meksykańskiej i w jesiennym sezonie Apertura 2013 zdobył z prowadzoną przez Gustavo Matosasa ekipą swoje pierwsze mistrzostwo Meksyku. On sam został wówczas wybrany najlepszym piłkarzem rozgrywek w plebiscycie magazynu "Récord". Sukces w postaci tytułu mistrzowskiego powtórzył również pół roku później, podczas sezonu Clausura 2014, zaś w sezonie Apertura 2015 dotarł do finału krajowego pucharu – Copa MX. Ogółem barwy Leónu reprezentował przez cztery i pół roku, będąc gwiazdą ligi i jedną z ważniejszych figur w historii klubu.
W styczniu 2016 Peña za sumę 7,30 mln euro przeszedł do klubu Chivas de Guadalajara. Od razu został podstawowym pomocnikiem ekipy i jeszcze w tym samym roku wywalczył z nią superpuchar Meksyku – Supercopa MX. Następnie występował w takich klubach jak: Club León, Rangers FC, Cruz Azul i Club Necaxa.
18 marca 2019 podpisał kontrakt z polskim klubem GKS Tychy, umowa do 30 czerwca 2020. 1 stycznia 2020 został piłkarzem meksykańskiej drużyny Correcaminos UAT.

### Kariera reprezentacyjna
W seniorskiej reprezentacji Meksyku Peña zadebiutował za kadencji selekcjonera José Manuela de la Torre, 17 października 2012 na stadionie Estadio Corona (Torreón) w wygranym 2:0 spotkaniu z Salwadorem w ramach eliminacji do Mistrzostw Świata 2014. W 2013 został powołany na Złoty Puchar CONCACAF, gdzie jego kadra wystąpiła w składzie złożonym z graczy występujących na krajowych boiskach. Tam był podstawowym graczem swojej drużyny, rozgrywając cztery z pięciu możliwych spotkań (z czego trzy w wyjściowym składzie), zaś Meksykanie odpadli z rozgrywek w półfinale, przegrywając z Panamie (1:2). W międzyczasie brał udział w kwalifikacjach do mistrzostw świata, podczas których pięciokrotnie pojawiał się na boisku i wpisał się na listę strzelców w barażowej konfrontacji z Nową Zelandią (4:2).
W 2014 Peña znalazł się w ogłoszonym przez Miguela Herrerę składzie na Mistrzostwa Świata w Brazylii. Podczas światowego czempionatu pełnił jednak wyłącznie rolę rezerwowego dla Héctora Herrery oraz Andrésa Guardado i wystąpił tylko w końcówce grupowego spotkania z Chorwacją (3:1). Meksykanie odpadli natomiast z mundialu w 1/8 finału, przegrywając w nim z Holandią (1:2). Dwa lata później został powołany przez Juana Carlosa Osorio na jubileuszową, rozgrywaną na amerykańskich boiskach edycję turnieju Copa América, gdzie rozegrał tylko jedno z czterech spotkań (po wejściu z ławki), zaś jego drużyna zakończyła swój udział w imprezie na ćwierćfinale, znacząco ulegając późniejszemu triumfatorowi – Chile (0:7).

## Statystyki

### Klubowe
Stan na 28 listopada 2016
| Sezon     | Klub                   | Kraj   | Rozgrywki        | Mecze | Bramki |
| --------- | ---------------------- | ------ | ---------------- | ----- | ------ |
| 2007/2008 | Pachuca Juniors        | Meksyk | Segunda División | 10    | 1      |
| 2007/2008 | Universidad del Fútbol | Meksyk | Segunda División | 24    | 7      |
| 2008/2009 | Universidad del Fútbol | Meksyk | Segunda División | 41    | 10     |
| 2009/2010 | Universidad del Fútbol | Meksyk | Segunda División | 14    | 5      |
| 2009/2010 | CF Pachuca             | Meksyk | Liga MX          | 1     | 0      |
| 2010/2011 | CF Pachuca             | Meksyk | Liga MX          | 19    | 1      |
| 2011/2012 | Club León              | Meksyk | Ascenso MX       | 31    | 6      |
| 2012/2013 | Club León              | Meksyk | Liga MX          | 33    | 8      |
| 2013/2014 | Club León              | Meksyk | Liga MX          | 38    | 12     |
| 2014/2015 | Club León              | Meksyk | Liga MX          | 32    | 8      |
| 2015/2016 | Club León              | Meksyk | Liga MX          | 19    | 8      |
| 2015/2016 | Chivas de Guadalajara  | Meksyk | Liga MX          | 19    | 7      |
| 2016/2017 | Chivas de Guadalajara  | Meksyk | Liga MX          | 14    | 1      |